# Тројезична хереза
Беседу на три света језика одржао је Ћирило Солунски у Венецији против латинског свештенства, које је подржало теорију о три "света језика" хришћанства — хебрејском, латинском и грчком.
Петочисленици су то знали и бранили су у својим делима право Славена да имају свето писмо на свом језику. 

## Види jош
- INRI
- Златно доба бугарске културе
- Ремско јеванђеље
- Мартин Лутер
- Протестантска реформација
- Јозеф Добровски
- Макс Фасмер